# Lampayo schickendantzii
Lampayo es una especie de plantas con flores  perteneciente a la familia de las verbenáceas. Es originaria de Argentina.

## Descripción
Son arbustos que alcanzan un tamaño de 50-150 cm de alto. Las hojas con pecíolos de 1-2 mm de largo, gruesos, glabros; las láminas de 22-45 x 5-20 mm, oblongo-elípticas, de base atenuada. La inflorescencia con raquis piloso.En Flora Argentina

## Taxonomía
Lampayo schickendantzii fue descrita por Moldenke ex Hunz.  y publicado en Phytologia 2 (2). 52. 1941